# Redresseur

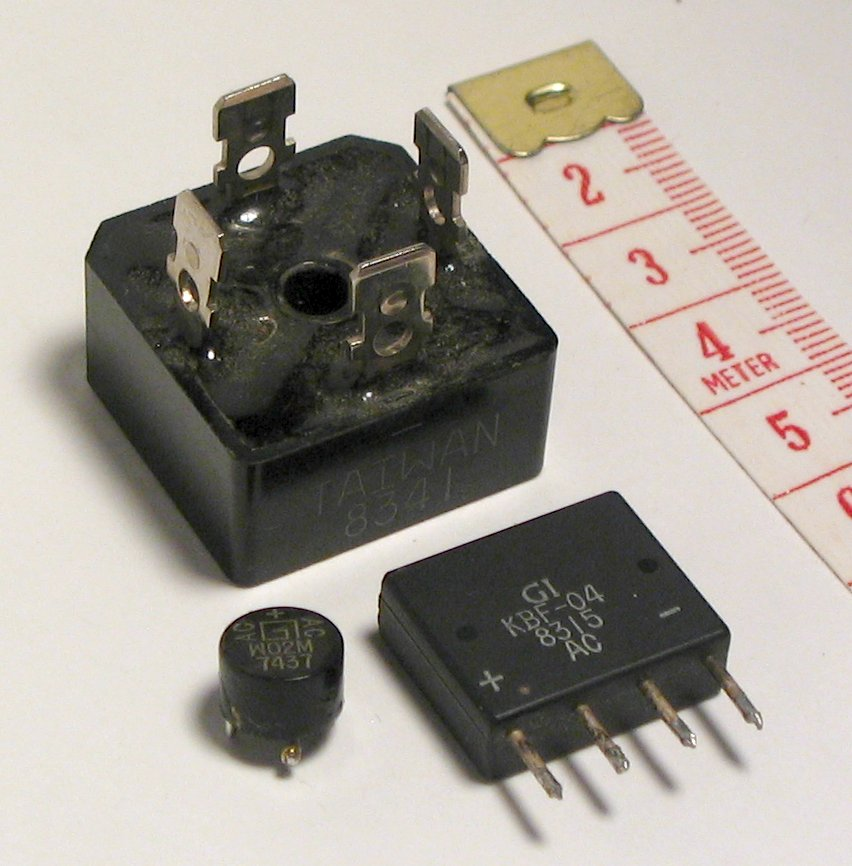
Trois redresseurs sous forme de ponts de Graetz.

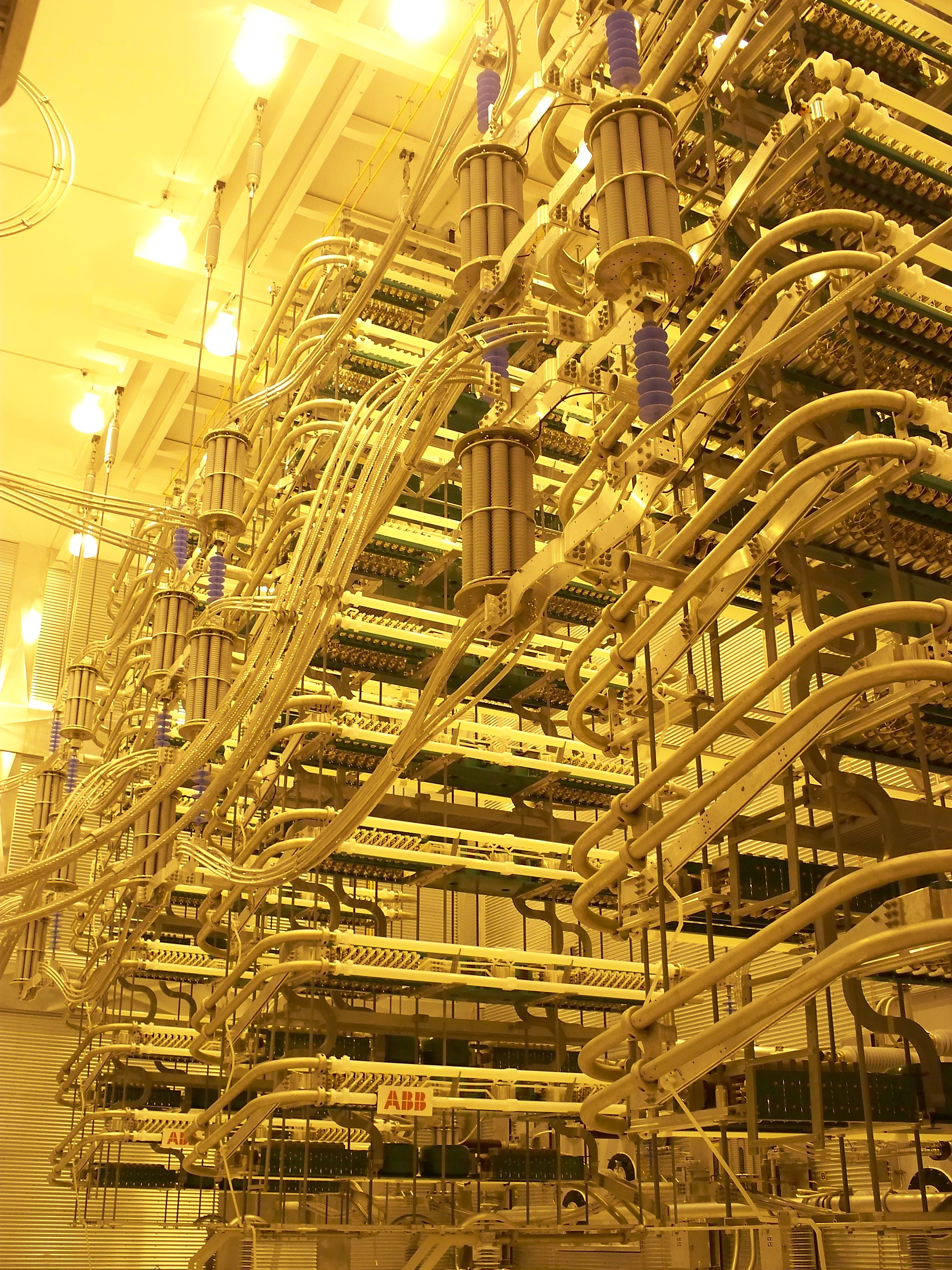
Redresseur entre les réseaux d'Hydro One et d'Hydro-Québec au poste Outaouais de TransÉnergie à L'Ange Gardien, Québec, pour lignes à haute tension HVDC.

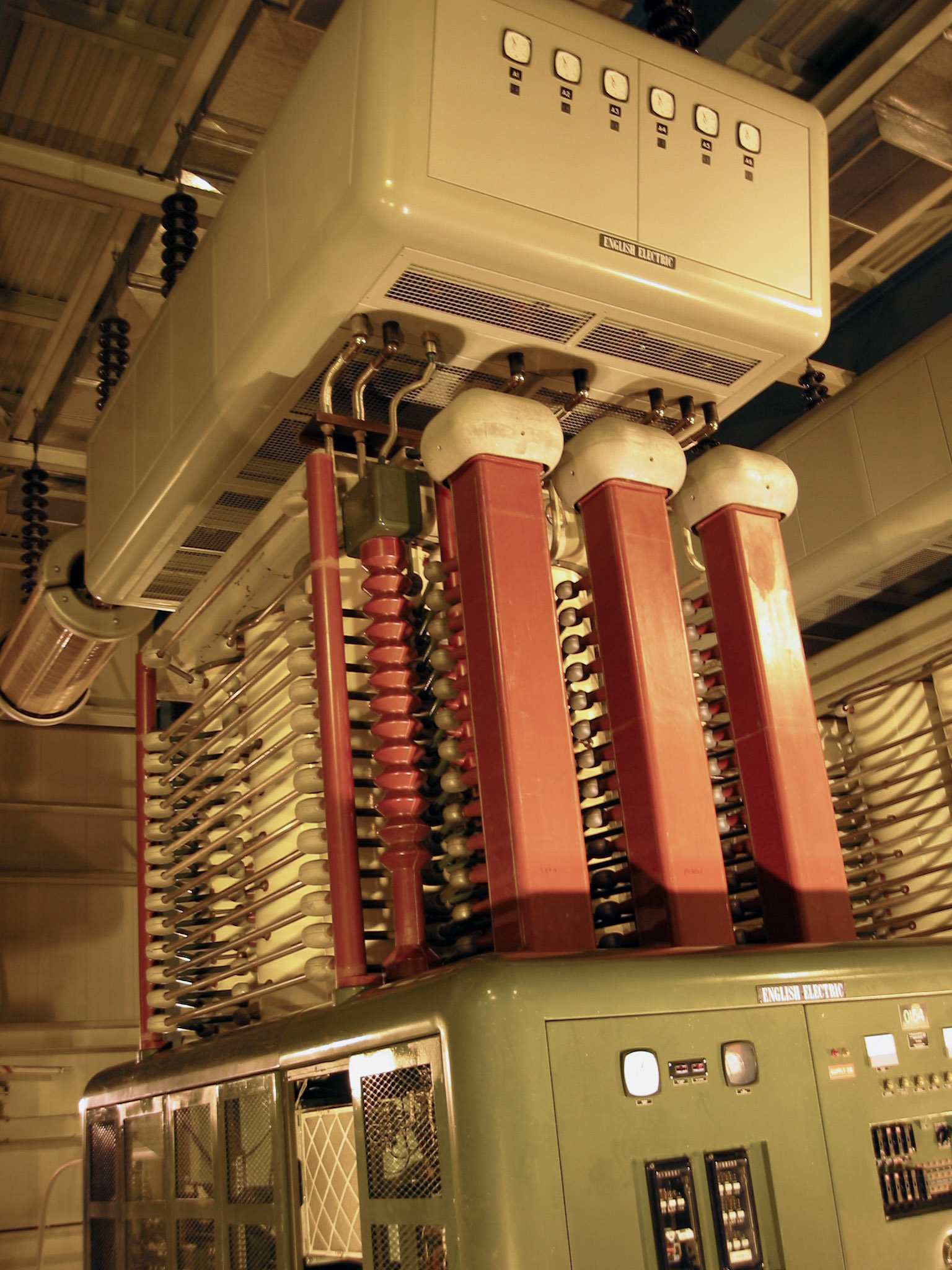
Redresseur 150 kV à vapeur de mercure, station de conversion Radisson (Manitoba Hydro), août 2003 (pour ligne HVDC).

Un redresseur, également appelé convertisseur alternatif/continu ou pont de Graetz, est un convertisseur destiné à alimenter une charge qui nécessite de l'être par une tension et un courant tous deux continus, à partir d'une source de tension alternative. Il rectifie ainsi la composante du courant et de la tension, d'où son nom anglais rectifier, à l'inverse de l'onduleur qui lui doit également le nom anglais de inverter (pour rectification inversé). 
L'alimentation est, la plupart du temps, un générateur de tension. 
- Les redresseurs non commandés, essentiellement réalisés à partir de diodes, sont utilisés lorsque la tension de sortie n'a pas besoin d'être ajustée.
- Les redresseurs commandés dont la tension de sortie peut être variable comportent des thyristors ou des ensembles de diodes et de thyristors. Du fait de leur importante puissance massique ces redresseurs sont toujours utilisés en forte puissance et lorsqu'il est nécessaire de réguler ou de faire varier les grandeurs électriques en sortie. En faible et moyenne puissance, les redresseurs commandés à thyristors sont en voie d'obsolescence et sont avantageusement remplacés par la « mise en cascade » d'un redresseur commandé ou non et d'un convertisseur continu-continu. Dans les petites puissances, la commande d'un transistor à effet de champ ou d'un IGBT est plus simple que celle d'un thyristor, d'autre part, les fréquences de fonctionnement des hacheurs, qui sont aujourd'hui du domaine des 200 kHz, permettent de diminuer considérablement la taille des composants de filtrage (inductances et condensateurs). Enfin il existe des redresseurs à absorption sinusoïdale construits à l'aide de diodes, transistors Ballast MOSFET ou IGBT qui sont utilisés afin d'améliorer la forme d'onde du courant alternatif consommé côté réseau.

## Redresseurs monophasés
En monophasé :
- les redresseurs simple alternance : dans le sens direct, ils admettent les tensions positives et annulent les tensions négatives. Une simple diode en série avec la charge suffit à réaliser cette opération ;
- les redresseurs double alternance : ils commutent de manière à transformer les tensions négatives en tensions positives. Le montage le moins coûteux et le plus efficace est le pont de diodes.

### Applications des redresseurs monophasés
Le redresseur à simple diode est un dispositif très fréquent mais il est davantage utilisé comme dispositif de variation de puissance que comme redresseur : pour les applications de chauffage, il permet, pour un coût très réduit, de diviser par deux la puissance consommée par la charge car, pour une charge résistive, les valeurs efficaces de la tension et du courant sont divisées par {\displaystyle {\sqrt {2}}}. La quasi-totalité des sèche-cheveux possèdent deux puissances de chauffage. L'interrupteur qui commande le basculement est placé en parallèle d'une diode. Lorsqu'on veut obtenir une pleine puissance, l'interrupteur court-circuite la diode et la résistance est alimentée directement par le secteur. Pour le fonctionnement à demi puissance, l'interrupteur est ouvert et la diode est en série avec la charge.
Le redressement simple alternance commandé, tout comme les redressements commandés en monophasé, n'a pas d'application industrielle. 

### Redressement mono alternance
Ce type de redressement permet de supprimer l'alternance négative d'un signal en conservant l'alternance positive. La tension de sortie du convertisseur ressemble à la courbe ci-contre où la courbe du haut représente la tension d'entrée et celle du bas la tension en sortie du redresseur.[graphique absent]
La tension redressée a alors la même fréquence que la tension d'entrée.
Il existe deux types de redresseurs simple alternance :
- les redresseurs non commandés, constitué d'une diode en série avec la charge, avec lesquels il est impossible de faire varier les grandeurs électriques en sortie du convertisseur
- les redresseurs commandés, constitué d'un thyristor en série avec la charge, qui permettent de faire varier les grandeurs électriques en sortie du convertisseur, notamment les valeurs moyennes de la tension aux bornes de la charge et du courant la traversant

La sortie redressée de ces convertisseurs dépend fortement de la charge.

#### Redresseurs simple alternance non commandés

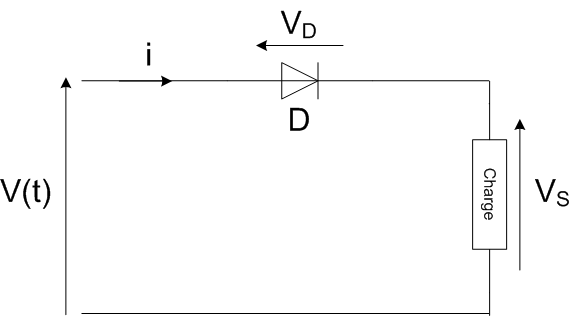

Ce type de redresseur est réalisé en mettant simplement une diode en série avec la charge comme le montre le schéma ci-contre. 
Le principe des redresseurs simple alternance non commandés est basé sur les propriétés des diodes. En effet, la diode se bloquant lorsque la tension à ses bornes est négative, elle supprime les alternances négatives du signal d'entrée. Pendant les alternances positives, elle se comporte comme un court-circuit et n'altère donc pas le signal d'entrée. La diode joue ainsi le rôle de filtre qui laisse passer les tensions positives et coupe les tensions négatives.  Il faut faire attention à la chute de tension de la diode puisqu'elle n'est passante que lorsque sa tension de seuil est présente à ses bornes (de l'ordre de 0,6 V ou 0,7 V).
Ce type de redresseur est qualifié de « non commandé » car il est impossible de faire varier les grandeurs en sortie du convertisseur.
Le comportement de ces redresseurs dépend fortement du type de la charge.

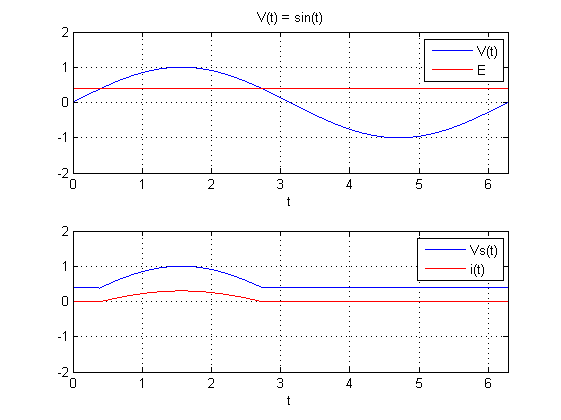

Si la charge est de type purement résistif, la tension en sortie et le courant délivré ont l'allure représentée ci-contre. Le graphique du haut représente la tension d'entrée et celui du bas, la tension aux bornes de la charge représentée en bleu et le courant la traversant en rouge.
SI T est la période de la tension d'entrée, la diode est passante entre 0 et {\displaystyle \textstyle {\frac {T}{2}}} et est bloquée entre {\displaystyle \textstyle {\frac {T}{2}}} et T. En effet, pour {\displaystyle \omega t=0}, le courant la traversant devient nul.
Si la tension d'entrée est de la forme {\displaystyle V(t)={\sqrt {2}}V\sin(\omega t)}, les valeurs moyennes des grandeurs de sortie sont :
- {\displaystyle <V_{s}(t)>={\frac {\sqrt {2}}{\pi }}V}
- {\displaystyle <I_{D}>={\frac {\sqrt {2}}{\pi }}{\frac {V}{R}}} où {\displaystyle R} est la valeur de la résistance de la charge

Si la charge est de type inductif, la tension de sortie n'est pas correctement redressée si l'on utilise une seule diode. La sortie du convertisseur est représentée ci-contre. Le graphique du haut représente la tension d'entrée et sur le graphique du bas, la tension aux bornes de la charge et le courant la traversant sont représentés en bleu et rouge respectivement.[graphique absent]
La diode conduit à partir de {\displaystyle t=0} et ne se bloque pas en {\displaystyle \textstyle {\frac {T}{2}}} (T étant la période du signal d'entrée) comme avec une charge purement résistive. La tension devient négative aux bornes de la charge tant que le courant ne s'annule pas. La diode se bloque avec un retard {\displaystyle t_{r}} compris entre 0 et {\displaystyle \textstyle {\frac {T}{2}}}. La tension « redressée » est alors négative pendant une partie de la période.
La bobine impose la continuité du courant dans la charge.
Si la tension d'entrée est de la forme {\displaystyle V(t)={\sqrt {2}}V\sin(\omega t)}, la valeur moyenne de la tension de sortie est :
{\displaystyle <V_{s}(t)>={\frac {\sqrt {2}}{2\pi }}V\left(1+\cos \left(\omega \left(t_{0}-{\frac {T}{2}}\right)\right)\right)} où {\displaystyle t_{0}} est l'instant auquel se bloque la diode.
Pour corriger le problème intervenant avec une charge de type inductif, on ajoute une diode de roue libre en parallèle de la charge. Les deux diodes sont alors placées en cathodes communes. La sortie du convertisseur est représentée ci-contre. Le graphique du haut représente la tension d'entrée et sur le graphique du bas, la tension aux bornes de la charge et le courant la traversant sont représentés en bleu et rouge respectivement.
Jusqu'en {\displaystyle \scriptstyle {t=}\textstyle {\frac {T}{2}}} (T étant la période de la tension d'entrée), le montage fonctionne de manière identique au montage sans diode de roue libre. La diode de roue libre intervient en {\displaystyle \scriptstyle {t=}\textstyle {\frac {T}{2}}}. À cette date, la tension aux bornes de la charge devient négative et la diode de roue libre devient passante, bloquant la diode D.
La bobine impose la continuité du courant dans la charge.
Si la tension d'entrée est de la forme {\displaystyle V(t)={\sqrt {2}}V\sin(\omega t)}, la valeur moyenne de la tension de sortie est :
{\displaystyle <V_{s}(t)>={\frac {\sqrt {2}}{\pi }}V}
Ce montage a permis de corriger le problème survenant avec une charge de type inductif. De plus, la valeur moyenne de la tension de sortie a été augmentée. Cependant, la valeur efficace du courant traversant la charge est inférieure au cas sans diode de roue libre.
Si la charge est de type électromotrice, c’est-à-dire composée d'une résistance et d'une force électromotrice, on obtient la sortie ci-contre. Le graphique du haut représente en bleu la tension d'entrée et en rouge la force électromotrice. Sur le graphique du bas, la tension aux bornes de la charge et le courant la traversant sont représentés en bleu et rouge respectivement.
La diode conduit lorsque {\displaystyle V(t)>E} où {\displaystyle E} est la force électromotrice et est bloquée lorsque {\displaystyle V(t)<E}.
La force électromotrice impose que la tension au bornes de la charge soit toujours supérieure à {\displaystyle E}.
Lorsque la diode est passante, le courant traversant la charge est :
{\displaystyle i(t)={\frac {V(t)-E}{R}}} où {\displaystyle R} est la valeur de la résistance de la charge.
Une diode en série avec la charge permet de redresser la tension aux bornes de la charge. Si la charge est de type inductif, il est nécessaire d'ajouter une diode de roue libre pour éviter que la tension de sortie soit négative.

#### Redresseurs simple alternance commandés

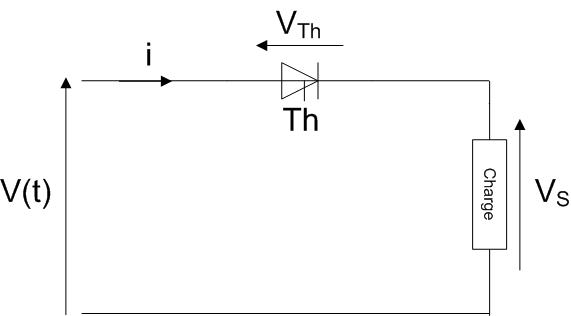

Ce type de redresseur est réalisé en remplaçant la diode du redresseur simple alternance non commandé par un thyristor comme le montre le schéma ci-contre. C'est davantage un exemple didactique qu'un montage réellement utilisé.
Le pic WINTER est caractérisé par un courant de gâchette. Cette caractéristique est mise à profit pour faire varier les grandeurs électriques de sortie et ainsi régler les valeurs moyennes de la tension aux bornes de la charge et du courant la traversant. En effet, on utilise des commandes électroniques introduisant un retard à l'amorçage du thyristor. Cette capacité à faire varier les valeurs des grandeurs de sortie a donné le qualificatif « commandé » à ce type de redresseur.
Les redresseurs monophasés simple alternance commandés conservent une partie de l'alternance positive du signal d'entrée et coupent la partie négative.
Le comportement de ce type de redresseur dépend fortement du type de charge.
Si la charge est purement résistive, on obtient la sortie représentée ci-contre. Le graphique du haut représente la tension d'entrée et sur le graphique du bas, la tension aux bornes de la charge et le courant la traversant sont représentés en bleu et rouge respectivement.
Le thyristor s'amorce avec un retard à l'amorçage compris entre 0 et {\displaystyle \pi }. Une fois amorcé, il se comporte comme une diode.
Si la tension d'entrée est de la forme {\displaystyle V(t)={\sqrt {2}}V\sin(\omega t)}, les valeurs moyennes de la tension aux bornes de la charge et du courant la traversant sont, en notant {\displaystyle \alpha } le retard à l'amorçage du thyristor :
- {\displaystyle <V_{s}(t)>={\frac {\sqrt {2}}{2\pi }}V(\cos(\alpha )+1)}
- {\displaystyle <i(t)>={\frac {\sqrt {2}}{2\pi }}{\frac {V}{R}}(\cos(\alpha )+1)} où {\displaystyle R} est la valeur de la résistance de la charge

Les valeurs moyennes des grandeurs de sortie peuvent donc être réglées en modifiant {\displaystyle \alpha }.
Si la charge est inductive, on obtient la sortie représentée ci-contre. Le graphique du haut représente la tension d'entrée et sur le graphique du bas, la tension aux bornes de la charge et le courant la traversant sont représentés en bleu et rouge respectivement.
Le même phénomène que pour le redresseur non commandé apparaît. Le thyristor conduit à partir de {\displaystyle \omega t=\alpha } et ne se bloque pas en {\displaystyle \textstyle {\frac {T}{2}}} (T étant la période du signal d'entrée) comme avec une charge purement résistive. La tension devient négative aux bornes de la charge tant que le courant ne s'annule pas. Le thyristor se bloque avec un retard {\displaystyle t_{r}} compris entre 0 et {\displaystyle \textstyle {\frac {T}{2}}}. La tension « redressée » est alors négative pendant une partie de la période.
La bobine impose la continuité du courant dans la charge.
Si la tension d'entrée est de la forme {\displaystyle V(t)={\sqrt {2}}V\sin(\omega t)}, la valeur moyenne de la tension aux bornes de la charge est, en notant {\displaystyle \alpha } le retard à l'amorçage du thyristor :
{\displaystyle <V_{s}(t)>={\frac {\sqrt {2}}{2\pi }}V\left(\cos(\alpha )+\cos \left(\omega \left(t_{0}-{\frac {T}{2}}\right)\right)\right)} où {\displaystyle t_{0}} est la date à partir de laquelle le thyristor est bloqué
Les valeurs moyennes des grandeurs de sortie peuvent être régler en jouant sur {\displaystyle \alpha }.
Si la charge est de type électromotrice, c’est-à-dire composée d'une résistance et d'une force électromotrice, on obtient la sortie ci-contre. Le graphique du haut représente en bleu la tension d'entrée et en rouge la force électromotrice. Sur le graphique du bas, la tension aux bornes de la charge et le courant la traversant sont représentés en bleu et rouge respectivement.
Le thyristor conduit lorsque {\displaystyle V(t)>E} ({\displaystyle E} étant la force électromotrice) et {\displaystyle \omega t>\alpha }. Elle est bloquée lorsque {\displaystyle V(t)<E}.
La force électromotrice impose que la tension au bornes de la charge soit toujours supérieure à E.
Lorsque le thyristor s'amorce, le courant traversant la charge est :
{\displaystyle i(t)={\frac {V(t)-E}{R}}} où {\displaystyle R} est la valeur de la résistance de la charge.
Un thyristor en série avec la charge permet de redresser la tension aux bornes de la charge. Le thyristor, et en particulier son retard à l'amorçage, détermine les grandeurs de sortie. Il est donc possible de les faire varier en choisissant le bon retard à l'amorçage.

#### Filtrage de la tension de sortie
La tension de sortie obtenue après redressement est continue. Elle possède une composante continue et une composante alternative, et donc des harmoniques que l'on va chercher à supprimer. Pour annuler les harmoniques responsables des parasites hautes fréquences, on utilise un filtre en sortie du redresseur. On obtient alors la sortie ci-contre. La tension d'entrée est représentée en bleu et la tension en sortie du filtre est représentée en rouge.
On démontre que la capacité {\displaystyle C\,} du condensateur, la fréquence {\displaystyle f\,} de la source, l'intensité maximale {\displaystyle I_{\mathrm {max} }\,} de sortie et l'amplitude maximale de l'ondulation  {\displaystyle U\,}  :  {\displaystyle C={\frac {I_{\mathrm {max} }}{U\cdot f}}}
Il est possible d'améliorer le lissage en utilisant des filtres plus complexes.

### Redressement double alternance

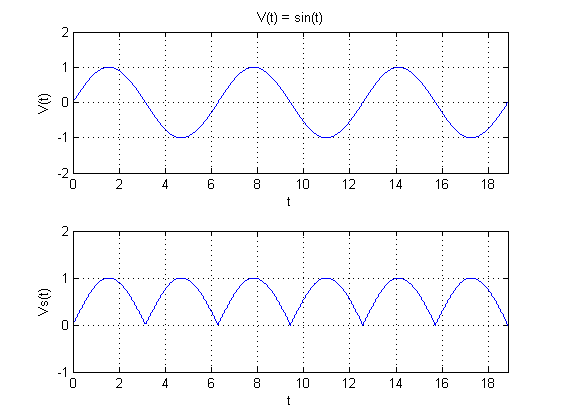

Il existe deux catégories de redresseurs à doubles alternance 
- Le montage à deux diodes utilisant la prise médiane du transformateur
- Le montage en pont de quatre diodes appelé aussi pont de Graetz.  En toute rigueur ces montages doivent être considérés comme des redresseurs de courant : si les diodes sont idéales, le courant en sortie correspond à la valeur absolue du courant d'entrée.
- Avantages :  Ce montage ne nécessite pas de transformateur spécial. Les diodes bloquées sont soumises à une tension inverse égale à Vmax.  Inconvénients :  La chute de tension dans le pont est égale à deux seuils de diode.

#### Pont de Graetz à diodes

Pont de diode, aussi appelé pont de Graetz à diode.

#### Filtrage de la tension de sortie d'un pont de diode
Pour les dispositifs de faible puissance, le filtrage le plus simple est effectué à l'aide d'un ou plusieurs condensateurs placés en parallèle de la sortie. Le condensateur stocke l'énergie lorsque le courant traverse les diodes et la restitue ensuite.
- Pour une charge donnée, plus la capacité du condensateur est grande, plus le filtrage est efficace.
- Pour un condensateur donné, moins la charge appelle du courant (R grand), plus le filtrage est efficace
- En règle générale, lorsque le redresseur alimente une charge résistive de résistance {\displaystyle R\,}, plus le produit {\displaystyle RC\,} est grand, plus le filtrage est efficace.

Ci-contre, la tension de sortie pour deux valeurs de ce produit. Remarque : le produit {\displaystyle RC\,} est homogène à un temps.

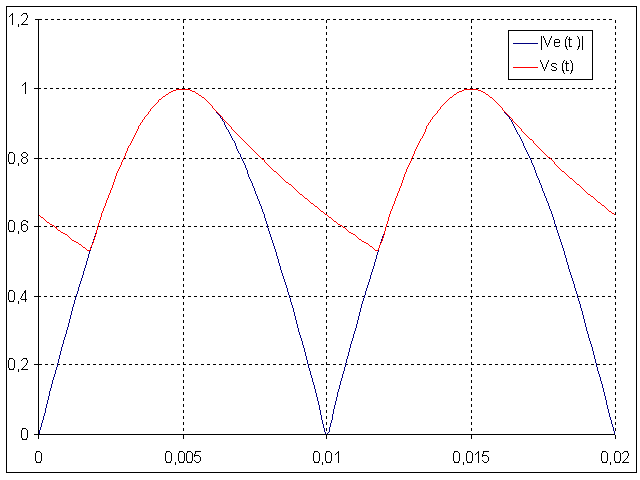

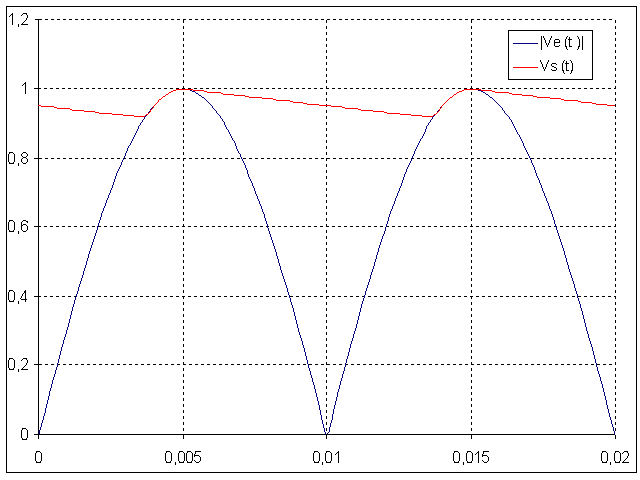

Inconvénient : le courant à l'entrée du pont n'est plus sinusoïdal.

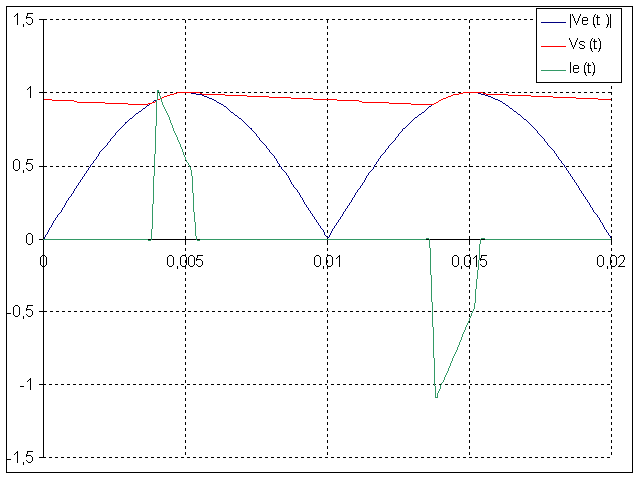

On constate donc que plus la capacité du condensateur est grande, plus on limite les ondulations. Cependant, l'augmentation de la capacité correspond à une augmentation du coût et de l'encombrement et, d'autre part, une capacité trop importante entraîne des pics de courant très étroits, ce qui provoque une pollution harmonique sur le réseau de distribution. Enfin, le courant transitoire du courant de charge de la capacité à la mise sous tension du redresseur peut entraîner une destruction de ce dernier par dépassement de l'intensité maximale admissible.

#### Lissage du courant de sortie d'un pont de diode
Pour les charges qui appellent un fort courant, le filtrage de la tension par un condensateur n'est pas le plus efficace. On préfère alors placer une inductance en série avec la charge.

#### Pont de Graetz à thyristors

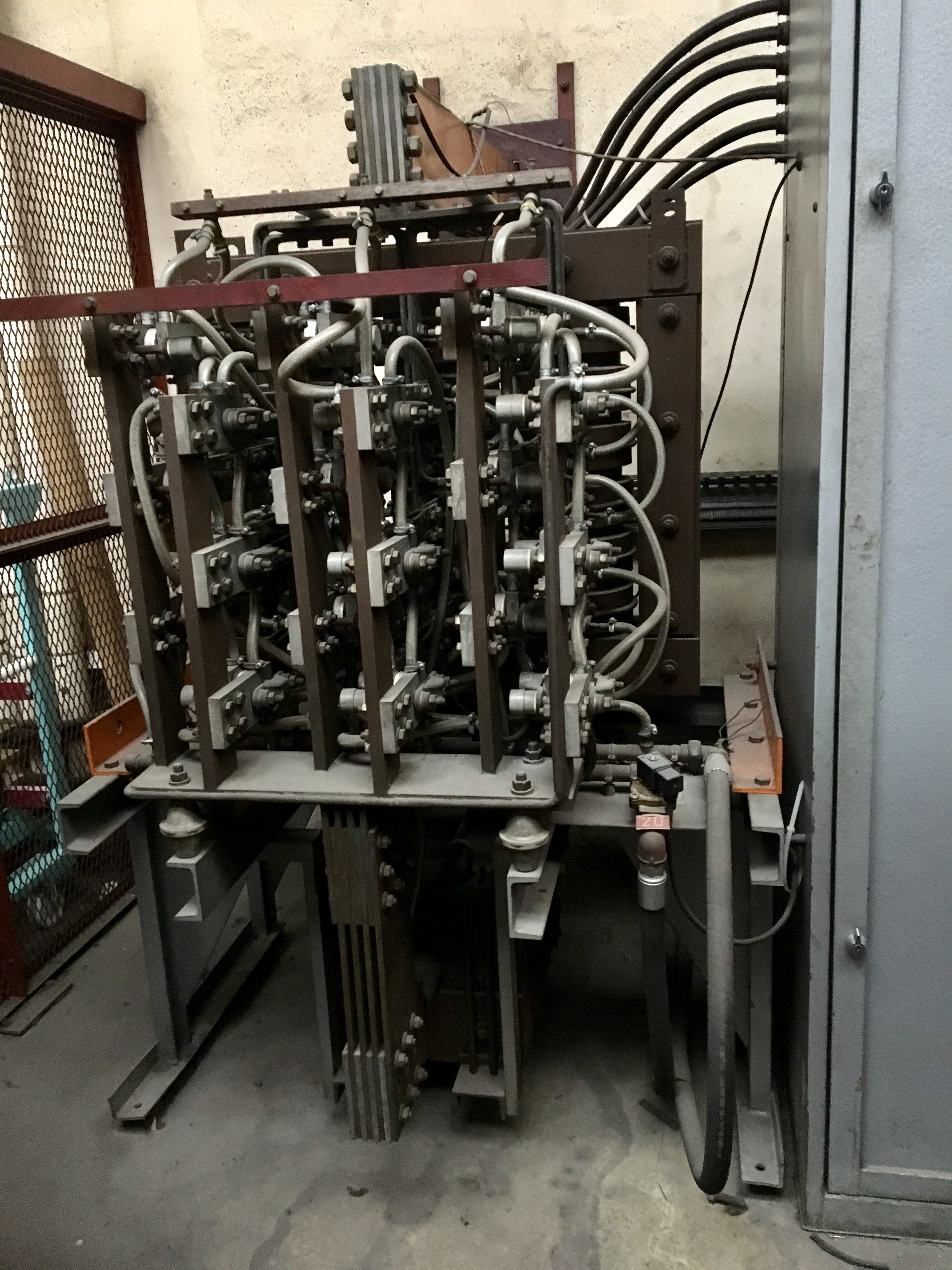
Banc de thyristors de puissance: 11V et 20 kA. Les thyristors sont refroidis par un circuit d'eau. La sortie du + sont les barres du haut, la sortie du - sont les barres du bas.

Un redresseur double alternance monophasé à thyristors, ou pont de Graetz monophasé à thyristors, est un redresseur permettant de redresser les courants délivrés par une source de tension alternative. Le signal redressé a alors une fréquence deux fois supérieure à celle de la tension d'entrée. 
On considère le cas le plus simple : le redressement du courant délivré par un générateur de tension sinusoidale débitant au travers d'un pont à thyristor sur une charge suffisamment inductive pour que le courant qui la traverse soit supposé ininterrompu (conduction ininterrompue)
La valeur efficace de la tension d'entrée est notée {\displaystyle V\,} et le courant dans la charge, supposé constant, a pour valeur efficace (supposée égale à sa valeur moyenne) {\displaystyle I_{0}\,}
Les propriétés des thyristors imposent  que :
- Lorsque les impulsions de gâchette existent 
  - Parmi les thyristors Th1 et Th3, celui qui a le potentiel de son anode le plus positif conduit.
  - Parmi les thyristors Th2 et Th4, celui qui a le potentiel de sa cathode le plus négatif conduit.
- Lorsque les impulsions de gâchette n'existent plus,  les thyristors qui conduisaient avant l'arrêt des impulsions continuent de conduire jusqu'à la reprise des impulsions.

La valeur moyenne de la tension de sortie  peut être calculée par la relation :
{\displaystyle V_{S}={\frac {2V_{\mathrm {max} }}{\pi }}\cdot \cos \alpha \,}
La période de {\displaystyle V_{S}(t)\,} est T/2.

### Pont de redressement capacitif
Ces ponts de redressement sont constitués de deux diodes et de deux condensateurs.
Avec ce montage, il est possible d'obtenir une tension continue de sortie deux fois plus importante qu'avec un redresseur simple ou double alternance composé uniquement de diodes, mais le courant débitable est lui deux fois moindre.

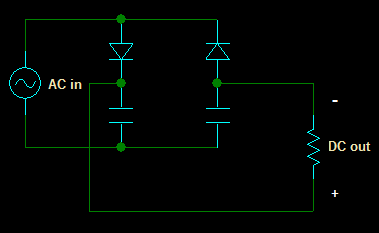
Schéma d'un pont redresseur capacitif.

Le circuit est constitué de deux branches symétriques en parallèle. Chacune est constituée d'un condensateur et d'une diode en série.

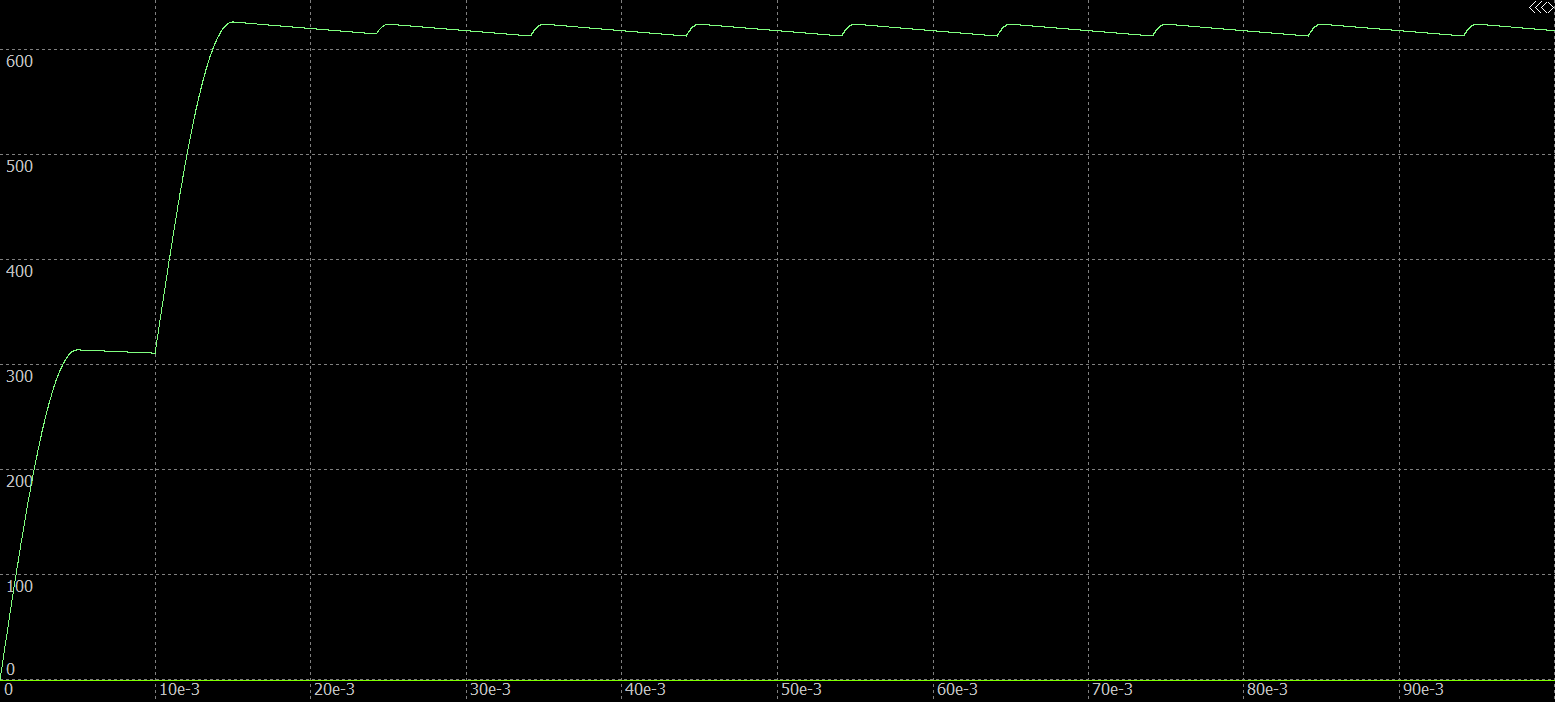

Et voici le graphe de la tension de sortie du pont. L'entrée est du 220V alternatif 50 Hz, les deux condensateurs ont une capacité de 1000µF, et la charge de sortie est de 1000 ohms.
On remarque que la fréquence d'oscillation de la tension de sortie est double de celle de la tension alternative d'entrée : cela est dû au fait que les condensateurs se chargent à tour de rôle lors des deux demi-périodes, une positive et l'autre négative, du signal d'entrée.
Le palier que l'on peut observer à la mise en fonctionnement du circuit s'explique aussi de la même manière : durant la première demi-période, seul un condensateur se charge, tandis que l'autre devra attendre la demi-période suivante.

## Redresseurs triphasés

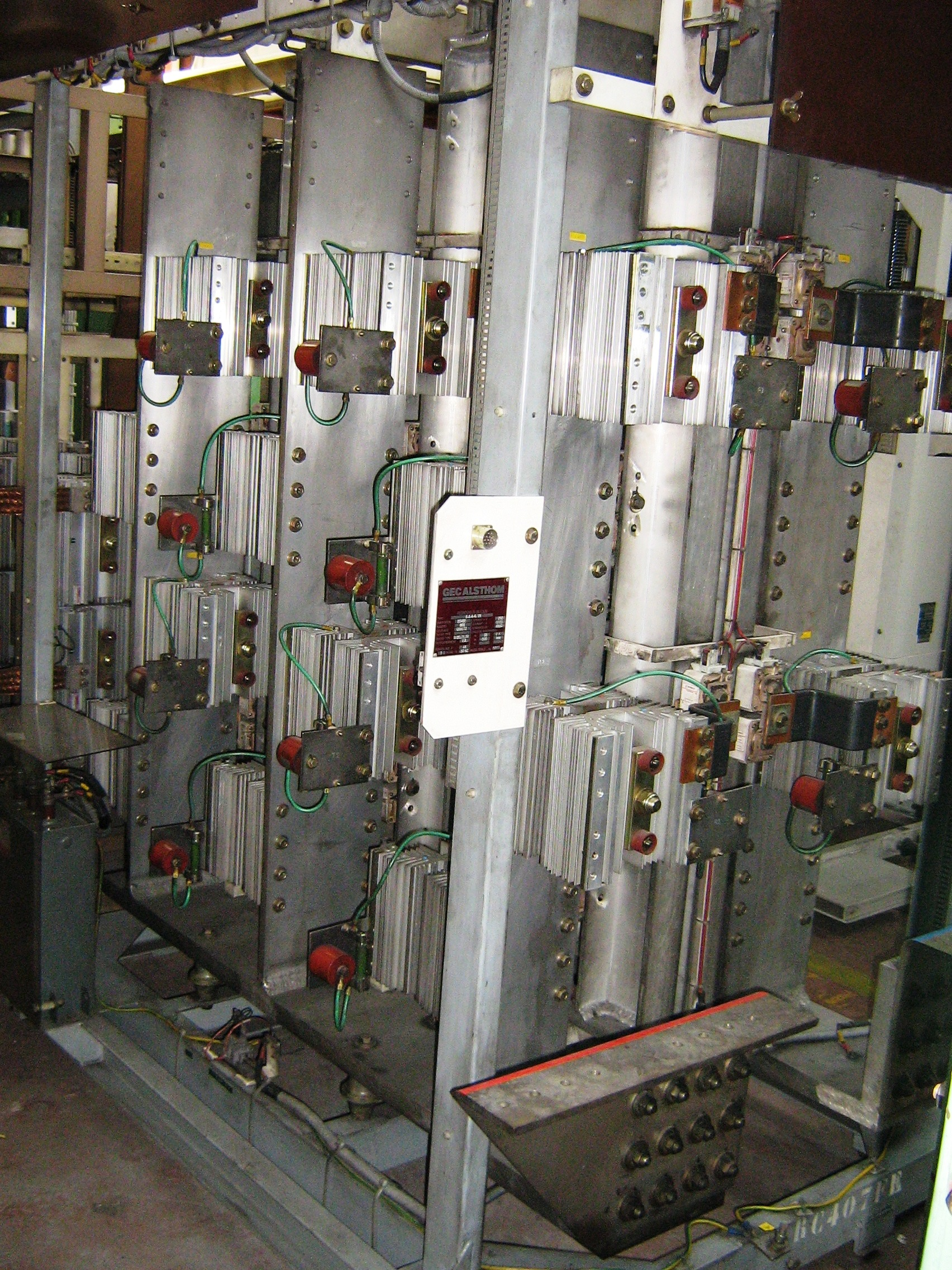
Redresseur de puissance triphasé.

### Redressement simple alternance
Redressement par une seule diode: Si une diode est placée dans un circuit alimenté par une tension alternative, le courant ne pourra passer que pendant l'alternance où l'anode de la diode est portée au potentiel positif par rapport à celui de la cathode. Il sera nul pendant l'autre alternance.
le courant obtenu dans le circuit est celui qui correspond à l'alternance positive de la tension redressée. Il est donc unidirectionnel.

### Redressement simple alternance monophasé
Le redressement  monophasé à une alternance présente un intérêt très limité. Par contre, il permet d'aborder simplement la plupart des problèmes posés par l'utilisation des convertisseurs statiques.
On doit noter ici que les phénomènes à l'ouverture et à la fermeture d'un circuit, peuvent être assez différents de ceux qu'une étude simplifiée permet de prévoir. Par exemple, la représentation classique d'une bobine par une inductance constante et une résistance en série, ne permet pas de comprendre complètement l'allure des phénomènes, quand la tension subit une discontinuité.
Il faut donc tenir compte des capacités parasites et s'il y a lieu des courants de Foucault.

#### Pont de Graetz à thyristors
Un redresseur double alternance triphasé à thyristors ou pont de Graetz triphasé à thyristors est un redresseur permettant de redresser les courants délivrés par une source de tension triphasée. Le signal redressé a alors une ondulation résiduelle de fréquence six fois supérieure à celle des tensions d'entrée. 
On considère le cas le plus simple : le redressement des courants délivrés par un générateur de tensions triphasées équilibrées débitant au travers d'un pont à thyristor sur une charge suffisamment inductive pour que le courant qui la traverse soit supposé ininterrompu (conduction ininterrompue).
Les tensions {\displaystyle V_{1}\,}, {\displaystyle V_{2}\,}, et {\displaystyle V_{3}\,} sont les tensions entre phase et neutre et ont la même valeur efficace {\displaystyle V\,} donc toutes les tensions entre phases ont la même valeur efficace {\displaystyle U={\sqrt {3}}V\,}.
Le courant dans la charge est supposé constant et sa valeur efficace supposée égale à sa valeur moyenne est notée {\displaystyle I_{0}\,}
Les propriétés des thyristors imposent  que :
- Lorsque les impulsions de gâchette existent 
  - Parmi les thyristors Th1, Th3 et Th5, celui qui a le potentiel de son anode le plus positif conduit.
  - Parmi les thyristors Th2, Th4 et Th6, celui qui a le potentiel de sa cathode le plus négatif conduit.
- Lorsque les impulsions de gâchette n'existent plus,  les thyristors qui conduisaient avant l'arrêt des impulsions continuent de conduire tant qu'un autre thyristor n'est pas en mesure de prendre le relai en respectant les règles ci-dessus.

La valeur moyenne de la tension de sortie  peut être calculée par la relation :
{\displaystyle V_{S}={\frac {3U_{\mathrm {max} }}{\pi }}\cdot \cos \alpha \,}
La période de {\displaystyle V_{S}(t)\,} est T/6.

## En électrophysiologie
En électrophysiologie, certains canaux ioniques se comportent comme des redresseurs (GIRK). 

Le terme utilisé dans cette discipline est rectification entrante ou sortante (selon le sens), plutôt que redresseur et Shutdown avec demousselle.